# Шахбулаг
Шахбулаг (азерб. Şahbulaq qalası) — незаселённое поселение и историческая крепость XVIII века в Агдамском районе Азербайджана.

## История
В середине XVIII века основатель Карабахского ханства Панах Али-хан построил крепость рядом с родником Шахбулаг вместо менее надёжной крепости Баят. По сообщению азербайджанский историк Мирзы Адигезаль-бека: 
После этого события Панах-хан подумал: лишь не давно я встал на ноги, население Джеваншира, Отузики выступает против меня, мелики Хамсе враждуют со мной. Я должен обосноваться в более укрепленном, неприступном в неуязвимом месте. Я не должен безразлично относиться к козням и посягательствам врагов. (Придя к тому заключению) он, разрушив крепость Баят, прибыл в Тарнакут, расположенный у подножья холма, где имеется известный источник Шахбулагы. Здесь воздвиг крепость, построил из извести и камня дома, мечети, бани и торговые ряды. Все это строительство было закончено в 1165 году [1751/1752], и он обосновался там.

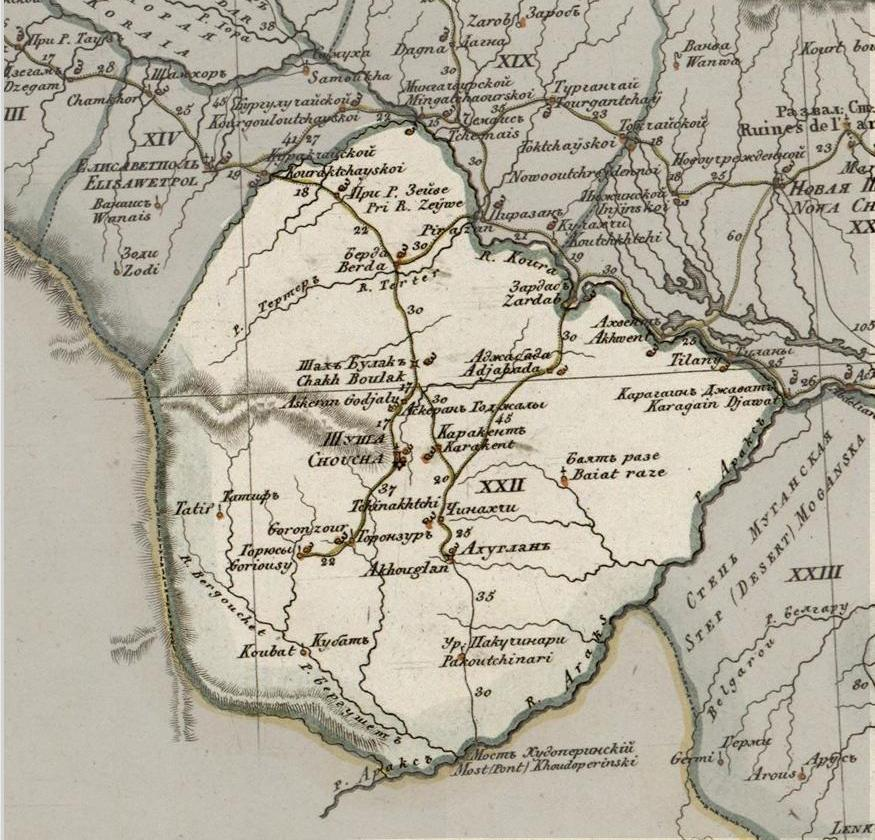
Шахбулаг на карте 1823 года

Эта информация подтверждается азербайджанским историком Мирзой Джамалом Джеванширом: 
Затем он (Панах-Али хан) приступил к постройке крепости Тарнакут, что ныне известна под названием Шахбулагы. Поэтому было решено покинуть Баятскую крепость, /а вместо неё/ основать /новую/ крепость в Шахбулагы, близ большого родника, вокруг неё возвести на возвышенности широкие стены и построить там базар, площадь, баню и мечать. В 1165 (1751/52) году все семьи илатов, знатных людей ремесленников, /а также/ родственников и служащих /хана/ переселились и обосновались в названной крепости. По истечении трех-четырех лет самостоятельного /правления/ в Шахбулагы молва о независимости и всевозрастающем могуществе /Панах хана/ и численности его сторонников получила широкую огласку в окрестных районах
В главе «О памятниках и зданиях, воздвигнутых покойным Панах ханом в Карабаге» Мирза Джамал упоминает «крепость Шахбулагы, мечеть у родника, баню, городские здания и базар, построенные из камня и известняка». Впоследствии жители Шахбулага были переселены в новую столицу Карабахского ханства — Шушу.
Азербайджанский историк Аббас Кули Ага Бакиханов сообщал, что 
Панах-бек, сын Ибрагим-Халила Джеваншира, служивший при Надир-шахе и скрывавшийся впоследствии в Шеки и Ширване, провозгласил себя ханом Карабахским и построил сперва крепость в Баяте, а потом перенес её в Тарнаут, к роднику Шах Булаги, получившему своё название от шаха Аббаса Великого. Остатки стен и строений видны здесь и поныне
|                                                               |  | |  |
| Шахбулаг. Вторая половина XIX века. Зарисовка путешественника |  | Замок Шахбулаг. Вид замка с южной стороны. Зарисовка русского военного историка В. Потто. 1901 год |  |

По словам армянского писателя Раффи: 
Вначале он (Панах-хан) отправился в Баят и начал возводить здесь крепость. Однако мелик Гюлистана Овсеп Мелик-Бегларян и мелик Джраберда Алахкули-султан Мелик-Исраелян, объединившись с правителем Ширвана Хаджи Челеби, не позволили ему осуществить это предприятие. Затем он начал строить новую крепость — Аскеран — возле Шах-булаха, на развалинах Тарнакюрта (Тигранакерта). Но мелик Гюлистана Овсеп, мелик Джраберда Алахкули и мелик Хачена Алахверди, решив, что эта крепость расположена в опасной близости от их владений, начали борьбу с Панах-ханом и вновь не позволили ему осуществить свой замысел

Однако данные Раффи противоречат сведениям как мусульманских авторов, так и другого армянского автора, Мирза Юсуфа Нерсесова, подтверждающих факт строительства крепостей Баят и Шахбулаг, и в отличие от Раффи не путавших крепость Шахбулаг с Аскеранской крепостью. По сообщению Нерсесова: 
Затем в 1165/1755 году Панах Хан нашел лучшее место для новой крепости Шахбулаг в Тарнакюте и прибыл туда, чтобы построить её на склоне холма. Он спроектировал её здания, мечети, базары и бани и построил себе надежное убежище
С июля 1993 года до ноября 2020 года населённый пункт контролировался непризнанной Нагорно-Карабахской Республики, что согласно резолюции СБ ООН считалось оккупацией армянскими силами. Согласно административно-территориальному делению НКР населённый пункт назывался Суренаван (арм. Սուրենավան) и был расположен в Аскеранском районе НКР.
Согласно данным армянских археологов, крепость была построена на месте древнего армянского города, существовавшего в I в. до н. э. — XIV в. н. э. и отождествляемого с упоминаемым в источниках Арцахским Тигранакертом, причем, по утверждению руководителя раскопок Гамлета Петросяна, для первых рядов шахбулагских укреплений использовались камни из развалин тигранакертской базилики V—VI вв., ещё сохранявшихся к тому времени.